# La Source
 (срп. Извор) је била песма са којом је Изабел Обре представљала Француску на Песми Евровизије 1968. године. Песма је изведена десета по реду. Заузела је треће место у коначном пласману.  